# Rund um Köln 2019
Il Rund um Köln 2019, centotreesima edizione della corsa, valevole come evento dell'UCI Europe Tour 2019 categoria 1.1, si è svolto il 2 giugno 2019 su un percorso di 206,6 km, con partenza e arrivo a Colonia, in Germania. La vittoria è stata appannaggio del belga Baptiste Planckaert, che ha completato il percorso in 4h 54' 59" alla media di 42,02 km/h precedendo il tedesco Christoph Pfingsten e il connazionale Lionel Taminiaux.
Al traguardo di Colonia 99 ciclisti, dei 131 alla partenza, hanno portato a termine la competizione.

## Squadre e corridori partecipanti
| N.    | Cod. | Squadra                  |
| ----- | ---- | ------------------------ |
| 1-7   | BOH  | Bora-Hansgrohe           |
| 11-17 | TKA  | Team Katusha Alpecin     |
| 21-27 | GAZ  | Gazprom-RusVelo          |
| 31-37 | ICA  | Israel Cycling Academy   |
| 41-47 | ROP  | Roompot-Charles          |
| 51-57 | SVB  | Sport Vlaanderen-Baloise |
| 61-67 | WVA  | Wallonie Bruxelles       |
| 71-77 | ADR  | Adria Mobil              |
| 81-86 | BAI  | Bike Aid                 |
| 91-97 | DSU  | Development Team Sunweb  |

| N.      | Cod. | Squadra                |
| ------- | ---- | ---------------------- |
| 101-107 | EVO  | EvoPro Racing          |
| 111-116 | HRN  | Heizomat rad-net.de    |
| 121-127 | HRR  | Herrmann Radteam       |
| 131-137 | LKT  | LKT Team Brandenburg   |
| 141-146 | MPB  | Maloja Pushbikers      |
| 151-156 | PUS  | P&S Metalltechnik      |
| 161-167 | TDA  | Team Dauner/Akkon      |
| 171-177 | LKH  | Team Lotto-Kern Haus   |
| 181-187 | SVL  | Team Sauerland NRW     |
| 191-197 | VBG  | Team Vorarlberg Santic |

## Ordine d'arrivo (Top 10)
| Pos. | Corridore           | Squadra    | Tempo    |
| ---- | ------------------- | ---------- | -------- |
| 1    | Baptiste Planckaert | Wallonie   | 4h54'59" |
| 2    | Christoph Pfingsten | Bora       | s.t.     |
| 3    | Lionel Taminiaux    | Wallonie   | a 1'26"  |
| 4    | Nils Politt         | Katusha    | s.t.     |
| 5    | Andreas Schillinger | Bora       | s.t.     |
| 6    | Benjamin Perry      | Israel     | s.t.     |
| 7    | Clément Carisey     | Israel     | a 1'34"  |
| 8    | Jonas Rutsch        | Lotto-Kern | a 2'17"  |
| 9    | Nathan Haas         | Katusha    | a 2'55"  |
| 10   | Sam Bennett         | Bora       | s.t.     |